# Luty 2017

## 27 lutego
- Podczas tegorocznej ceremonii rozdania Nagród Akademii Filmowej nagrodę za najlepszy film otrzymał Moonlight,  najwięcej statuetek (6) otrzymał La La Land; najlepszym aktorem został Casey Affleck, a najlepszą aktorką Emma Stone. (filmweb.pl)

## 26 lutego
- Japonka Nao Kodaira i Holender Kai Verbij triumfowali w, rozegranych w Calgary, mistrzostwach świata w łyżwiarstwie szybkim w wieloboju sprinterskim. (isuresults.eu, isuresults.eu)

## 21 lutego
- 5 osób zginęło w katastrofie małego samolotu, który spadł na centrum handlowe niedaleko lotniska Essendon, w okolicy Melbourne w Australii. (wyborcza.pl)

## 19 lutego
- Co najmniej 35 osób zginęło, a około 40 zostało rannych na skutek wybuchu samochodu pułapki na placu targowym w stolicy Somalii, Mogadiszu. (wp.pl)
- Zakończyły się, rozgrywane w szwajcarskim Sankt Moritz, mistrzostwa świata w narciarstwie alpejskim. (stmoritz2017.ch)
- Zakończyły się, rozgrywane w austriackim Hochfilzen, mistrzostwa świata w biathlonie. Najwięcej medali (5 złotych, 1 srebrny) zdobyła Laura Dahlmeier, poprawiając kobiecy rekord medali na jednych mistrzostwach. (hochfilzen2017.at, eurosport.onet.pl)
- Zakończyły się mistrzostwa czterech kontynentów w łyżwiarstwie figurowym rozgrywane w Gangneungu. (eurosport.onet.pl)
- Zachód pokonał Wschód 192:182 w rozegranym w Nowym Orleanie meczu gwiazd ligi NBA. Najbardziej wartościowym graczem spotkania wybrano zdobywcę rekordowych 52 punktów – Anthony'ego Davisa. (sport.pl)

## 18 lutego
- Adama Barrow został oficjalnie zaprzysiężony na prezydenta Gambii. (bbc.com)
- Wstrząsy sejsmiczne wystąpiły w północnej Argentynie w pobliżu granicy z Chile. Trzęsienie miało magnitudę 6,3, a jego epicentrum znajdowało się ok. 70 km od miasta San Antonio de los Cobres. (wp.pl)

## 16 lutego
- Państwo Islamskie zorganizowało zamach terrorystyczny w Sehwanie w pakistańskiej prowincji Sindh; zginęło w nim 88 osób. (tribune.com.pk)
- Do 48 wzrosła liczba ofiar śmiertelnych wybuchu samochodu-pułapki w Bagdadzie w Iraku. Rannych zostało około 50 osób, w tym wielu poszkodowanych jest w bardzo ciężkim stanie. Do zamachu przyznało się Państwo Islamskie. (wp.pl)

## 14 lutego
- Zamordowany został Kim Dzong Nam, wnuk Kim Ir Sena, pierworodny syn Kim Dzon Ila, brat przyrodni obecnego przywódcy Korei Północnej Kim Dzong Una. (tvn24.pl)

## 12 lutego
- Frank-Walter Steinmeier z SPD został wybrany 12. prezydentem Republiki Federalnej Niemiec. W głosowaniu w Zgromadzeniu Narodowym poparło go 931 z 1253 elektorów. Były Minister Spraw Zagranicznych RFN był kandydatem rządzącej koalicji CDU/CSU – SPD. (tvn24, tvp.info)
- Gurbanguly Berdimuhamedow został wybrany na trzecią kadencję prezydenta Turkmenistanu. (rferl.org)
- W Londynie odbyła się 70. ceremonia wręczenia nagród Brytyjskiej Akademii Filmowej. Za najlepszy film uznano La La Land, a najlepszy film brytyjski – Ja, Daniel Blake. (wyborcza.pl)
- W Los Angeles po raz 59. rozdano nagrody Grammy. Statuetkę za album (25), nagranie i piosenkę roku otrzymała Adele. (wyborcza.pl)
- Zakończyły się, rozgrywane w południowokoreańskim Gangneung, mistrzostwa świata w łyżwiarstwie szybkim. (isuresults.eu)

## 10 lutego
- Co najmniej 17 osób zginęło, a dziesiątki zostało rannych wskutek stratowania się kibiców chcących obejrzeć lokalny mecz piłkarski w mieście Uíge w północnej Angoli. (wyborcza.pl)

## 8 lutego
- 11 członków Al-Ka’idy zginęło w dwóch nalotach przeprowadzonych przez lotnictwo USA w prowincji Idlib, na północnym zachodzie Syrii. (wp.pl)
- Mohamed Abdullahi Mohamed został wybrany prezydentem Somalii. (rmf24.pl)
- Zakończyła się, rozgrywana w kazachskim Ałmaty, Zimowa Uniwersjada. (almaty2017.com)

## 7 lutego
- W Tondo, jednej z najbiedniejszych dzielnic stolicy Filipin, Manili, wybuchł ogromny pożar, który strawił ponad 1,2 tys. budynków mieszkalnych. Około 15 tys. osób zostało bez dachu nad głową. (tvn24.pl)
- Jovenel Moïse został zaprzysiężony na stanowisku prezydenta Haiti. (Springfield News-Sun)
- W południowo-zachodnim Pakistanie wystąpiło trzęsienie ziemi o sile 6,3 stopnia w skali Richtera, w pobliżu 400-tysięcznego miasta Pasni, niedaleko granicy z Iranem. Hipocentrum znajdowało się na głębokości 10 km. Nie ma informacji o poszkodowanych lub stratach materialnych. (wp.pl)

## 5 lutego
- Co najmniej 16 osób zginęło, a 34 odniosły rany w zderzeniu czołowym ciężarówki z autobusem w pobliżu Tegucigalpy, stolicy Hondurasu. (tvn24.pl)
- Qatar Airways uruchomiły najdłuższe bezpośrednie pasażerskie połączenie lotnicze świata. Boeing 777 pokonuje odległość 14 535 kilometrów z Ad-Dauhy w Katarze, do Auckland w Nowej Zelandii. (tvn24bis.pl)
- W finale, rozgrywanego w Gabonie, Pucharu Narodów Afryki Kamerun pokonał Egipt 2:1. (tvn24.pl)

## 4 lutego
- Rozpoczął się strajk policjantów w stanie Espírito Santo, w południowo-wschodniej części Brazylii. W wyniku chaosu nim wywołanego m.in. zginęło ponad 100 osób. (tvn24.pl)